# エルヴィラ・オゾリーナ
エルヴィラ・オゾリーナ（Elvīra Ozoliņa、1939年10月8日 - ）は、ソビエト連邦の陸上競技選手。1960年ローマオリンピックの金メダリストである。レニングラード（現サンクトペテルブルク）出身。ラトビア人。

## 経歴
オゾリーナは1960年代に活躍したやり投の選手である。1960年のシーズンのはじめに、57m92、59m55と2度にわたり世界新記録を樹立。9月1日にやり投の決勝が行われるローマオリンピックでは優勝候補と見られており、大会ではチェコスロバキアのダナ・ザトペコワらを押さえて、予想通り金メダルを獲得した。
オゾリーナの2度目の大きな国際大会となった1962年のベオグラードで開催されたヨーロッパ選手権でも54m93で金メダルを手にした。
オゾリーナは、1963年に59m78の世界新記録を樹立。翌1964年8月にはキエフで行われたソビエト選手権において61m38と、史上初めて60mの大台を突破する世界新記録を樹立。これにより、10月から行われる東京オリンピックでは2連覇の可能性が高まった。しかし、東京では、予選で同じソ連のエレーナ・ゴルチャコワが62m40の世界新を出し、決勝では、17歳のルーマニアのミハエラ・ペネスが60m54で金メダル。オゾリーナは、54m81しか投げられず5位にとどまった。2年後の1966年のブダペストで開催されたヨーロッパ選手権でも5位にとどまっている。
オゾリーナの夫は、同じソ連のやり投選手であるヤーニス・ルーシスであり、息子のヴォルデマルス・ルーシスもやり投の選手として2000年シドニーオリンピック、2004年アテネオリンピックにラトビア代表として出場している。

## 世界記録
| 記録  | 記録日        | 場所       |
| ----- | ------------- | ---------- |
| 57m92 | 1960年5月3日  | レゼリドゼ |
| 59m55 | 1960年6月4日  | ブカレスト |
| 59m78 | 1963年7月3日  | モスクワ   |
| 61m38 | 1964年8月27日 | キエフ     |

## 主な実績
| 年   | 大会                 | 場所                         | 種目   | 結果 | 記録  |
| ---- | -------------------- | ---------------------------- | ------ | ---- | ----- |
| 1959 | ユニバーシアード     | トリノ(イタリア)             | やり投 | 1位  | 49m95 |
| 1960 | オリンピック         | ローマ(イタリア)             | やり投 | 1位  | 55m98 |
| 1962 | ヨーロッパ陸上選手権 | ベオグラード(ユーゴスラビア) | やり投 | 1位  | 54m93 |
| 1963 | ユニバーシアード     | ポルトアレグレ(ブラジル)     | やり投 | 2位  | 47m00 |
| 1964 | オリンピック         | 東京(日本)                   | やり投 | 5位  | 54m81 |
| 1966 | ヨーロッパ陸上選手権 | ブダペスト(ハンガリー)       | やり投 | 5位  | 55m52 |